# 呉服町 (福岡市)
呉服町（ごふくまち）は、福岡県福岡市博多区にある地名。現行の行政地名は、上呉服町（かみごふくまち）、中呉服町（なかごふくまち）および下呉服町（しもごふくまち）となる。面積は、上呉服町が107,080平方メートル (10.71 ha)、中呉服町が74,880平方メートル (7.49 ha)、下呉服町が107,250平方メートル (10.73 ha)、合計が289,210平方メートル (28.92 ha)。2023年7月末現在の人口は、上呉服町が1,291人、中呉服町が1,009人、下呉服町が1,967人、合計が4,267人。郵便番号は上呉服町が812-0036、中呉服町が812-0035、下呉服町が812-0034。

## 地理
福岡市の都心部とされる中央区天神の北東約1.3キロメートル、博多区の北西側に位置し、現行の行政地名は北から順に下呉服町、中呉服町、上呉服町の3つの町域に分かれている。下呉服町および中呉服町の北東で御笠川を介して千代三丁目と、上呉服町の北東で御笠川を介して千代二丁目と、上呉服町の南東で御供所町と、上呉服町の南西で大博通りを挟んで店屋町と、中呉服町の南西で大博通りを挟んで綱場町と、下呉服町の南西で大博通りを挟んで奈良屋町と、下呉服町の北西で大浜通りを挟んで大博町と接している。また、下呉服町と中呉服町の間を昭和通りが走り、中呉服町と上呉服町の間を明治通りが走っている。大博通り、昭和通り、明治通りなどの沿線はオフィス街として賑わっているが、一歩裏手に入ると昔ながらの下町の風情が残っており、寺院も多い。

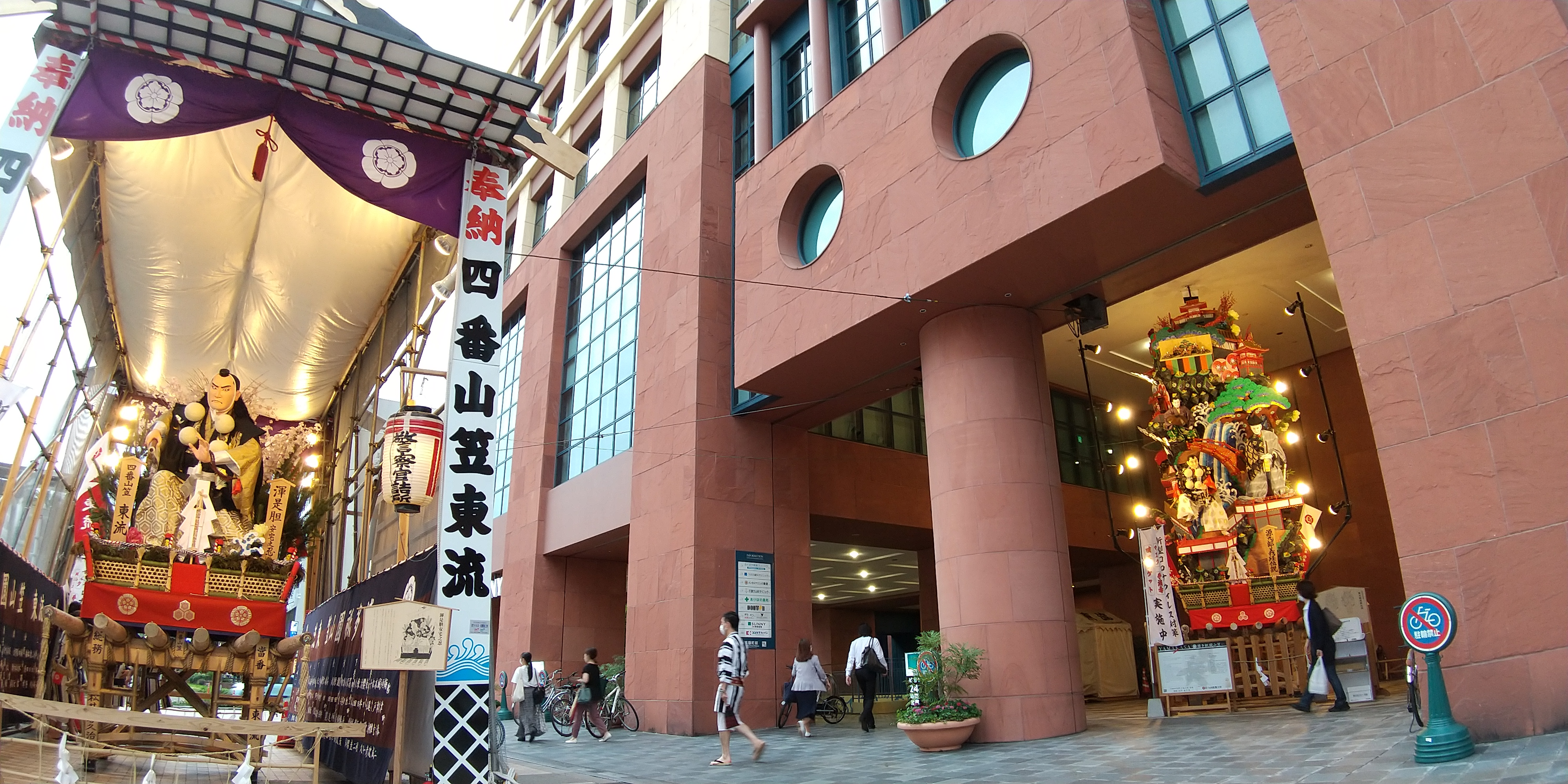
山笠東流（呉服町）

かつては博多祇園山笠の流の一つ「呉服町流」を形成していたが、1966年（昭和41年）の町名町界整理事業により東西に分離して東側は東町流と合流し東流と恵比須流に、西側は西町流と合流して西流となった。これは呉服町流の大半が大博通りに含まれ、また分断されることになり、流の運営が苦しくなるためであった。毎年山笠期間中は、大博通りと明治通りが交差する呉服町交差点の呉服町ビジネスセンタービル（旧・エレデ博多寿屋）前に飾り山が設置され、追い山の際には大博通りがコースとなる。
また呉服町交差点付近は、毎年5月3日から4日にかけて行われる博多どんたくの際に行われるどんたくパレードや、福岡ソフトバンクホークスが優勝した年に行う優勝パレードのスタート地点となっている。

### 河川
呉服町の北東側に次の河川が横断している。
- 御笠川（二級河川、御笠川に架かる恵比須橋の写真）

### 都市計画

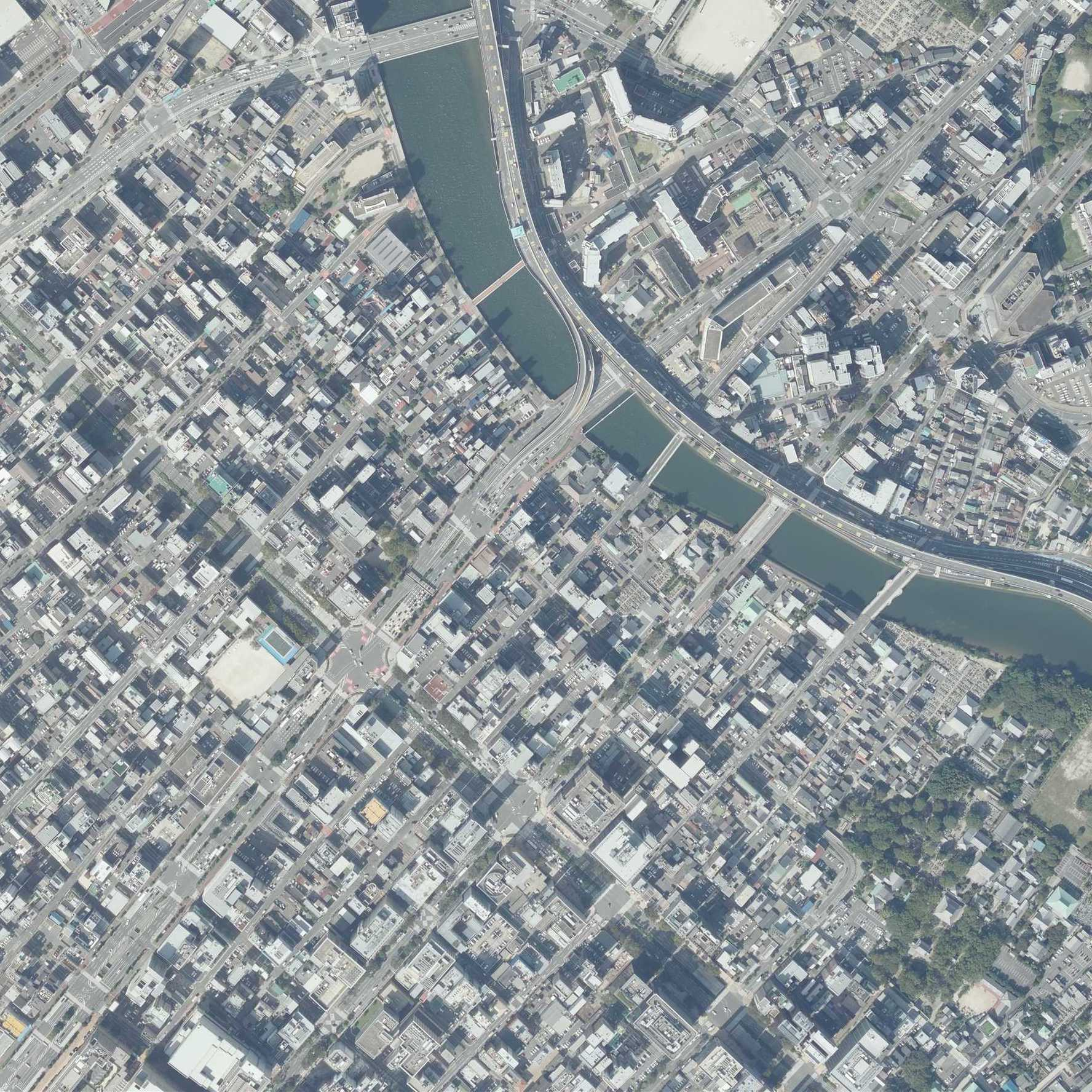
土地利用の状況

呉服町の都市計画における位置づけについては、2012年（平成24年）12月21日に策定された『第9次福岡市基本計画』の「都市空間構想図」において、「都心部」に含まれている。都心部のなかでも特に天神・渡辺通地区、博多駅周辺地区、ウォーターフロント地区（博多ふ頭および中央ふ頭）の3地区が都心部の核とされており、呉服町は博多駅周辺地区とウォーターフロント地区の間に位置する。都市計画に関しては、「福岡市都市計画マスタープラン」において定められた方針については次のとおりである。環境資源に関しては、御笠川の河川沿いが散策・憩いの場となるとともに、緑と広がりのある景観が連続したゆとりと潤いのある水辺空間として「河川緑地軸」に位置付けられている。交通ネットワークに関しては、都市の骨格となる昭和通り、明治通りの沿線や幹線道路である大博通りの沿道は、商業、業務、サービス施設や中高層住宅などが連続した「都市軸」や「沿道軸」に位置付けられている。土地利用については、全域が住宅を中心に都心機能を支援する業務施設、商業施設が共存する「複合市街地ゾーン」に位置付けられ、職住が調和した複合市街地づくりと良好な街並みの形成などがまちづくりの視点とされている。今後の課題については、中呉服町および上呉服町の大部分が太平洋戦争の後に進められた戦災復興都市計画による土地区画整理事業の施工地区から外れ、古くから市街地が形成されている地区であり、幅員4メートル未満の狭隘道路が多く、特に上呉服町の西門通りの北東側には建築後30年以上の木造住宅が多いため、災害時の安全性などが懸念されている。用途地域については、呉服町の大部分が商業地域に、ただし、上呉服町のうち福岡市道御供所線および西門通りの道路境界線より概ね30メートルを除く南東側の範囲が第一種住居地域に指定されている。

## 歴史

### 町域の変遷

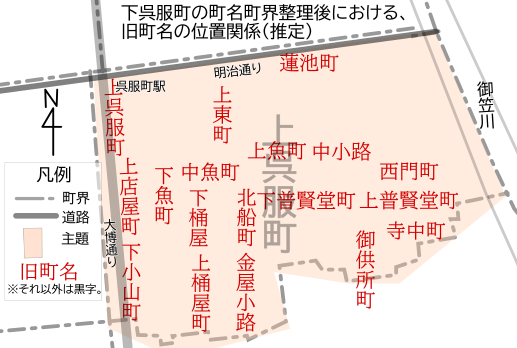
上呉服町の町名町界整理後における、旧町名の位置関係（推定）。（SVG形式のファイルへのリンク）
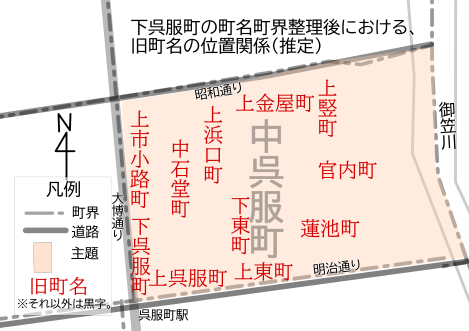
中呉服町の町名町界整理後における、旧町名の位置関係（推定）。（SVG形式のファイルへのリンク）
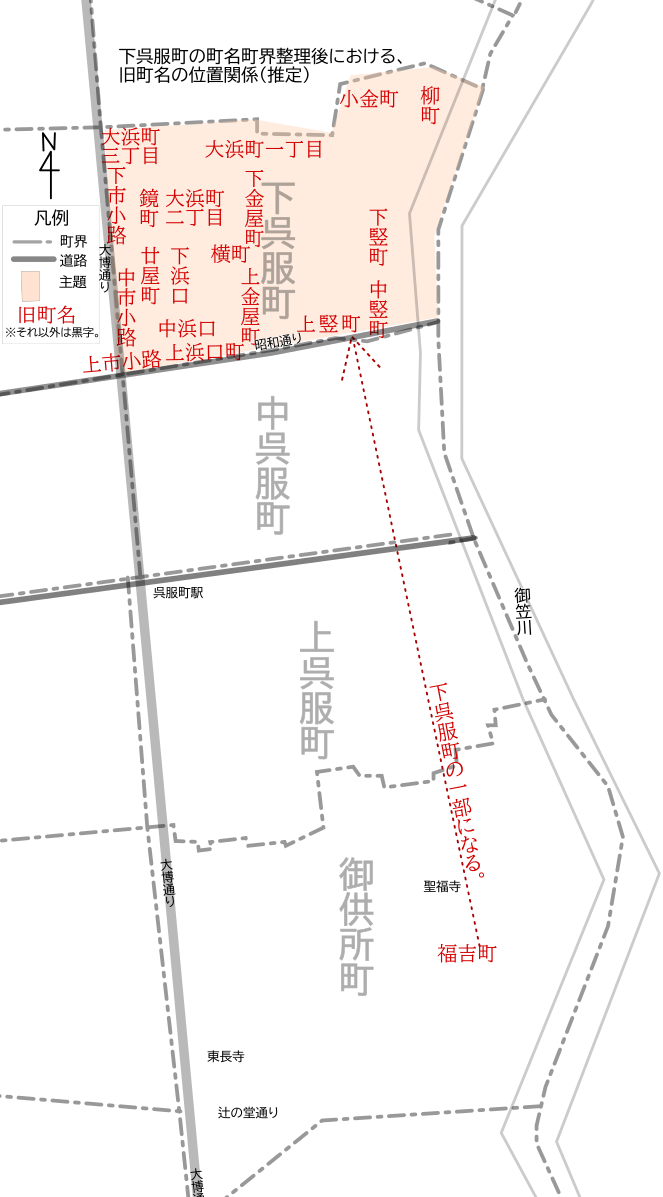
下呉服町の町名町界整理後における、旧町名の位置関係（推定）。（SVG形式のファイルへのリンク）

現在の地名は、1966年（昭和41年）における住居表示の実施に伴う地名変更によって定められたものであり、その実施前後の地名は次表のとおりである。
| 住居表示実施後 | 実施年月日         | 住居表示実施前（各大字の一部） |
| -------------- | ------------------ | --- |
| 上呉服町       | 1966年（昭和41年） | 上呉服町・西門町・中小路・上魚町・中魚町・下魚町・北船町・下桶屋町・上普賢堂町・下普賢堂町・蓮池町・上東町・上店屋町・下小山町・上桶屋町・金屋小路・御供所町・寺中町  |
| 中呉服町       | 1966年（昭和41年） | 官内町・下東町・中石堂町・上竪町・蓮池町・上呉服町・上東町・上浜口町・上市小路・上金屋町                                                                              |
| 下呉服町       | 1966年（昭和41年） | 下竪町・福吉町・中竪町・横町・下金屋町・下浜口町・中浜口町・廿家町・鏡町・柳町・小金町・上竪町・上金屋町・大浜町1丁目 - 3丁目・上浜口町・上市小路・中市小路・下市小路 |

## 人口
上呉服町、中呉服町および下呉服町を合わせた人口の推移を福岡市の住民基本台帳（公称町別）に基づき示す（単位：人）。集計時点は各年9月末現在である。
- 2001年（平成13年）：2,485
- 2002年（平成14年）：2,502
- 2003年（平成15年）：2,658
- 2004年（平成16年）：2,732
- 2005年（平成17年）：2,682
- 2006年（平成18年）：2,815
- 2007年（平成19年）：2,818
- 2008年（平成20年）：3,008
- 2009年（平成21年）：3,133
- 2010年（平成22年）：3,245
- 2011年（平成23年）：3,308
- 2012年（平成24年）：3,436
- 2013年（平成25年）：3,506
- 2014年（平成26年）：3,509
- 2015年（平成27年）：3,587
- 2016年（平成28年）：3,636
- 2017年（平成29年）：3,746
- 2018年（平成30年）：3,747
- 2019年（令和元年）：3,796
- 2020年（令和2年）：4,046
- 2021年（令和3年）：4,205

## 主な施設

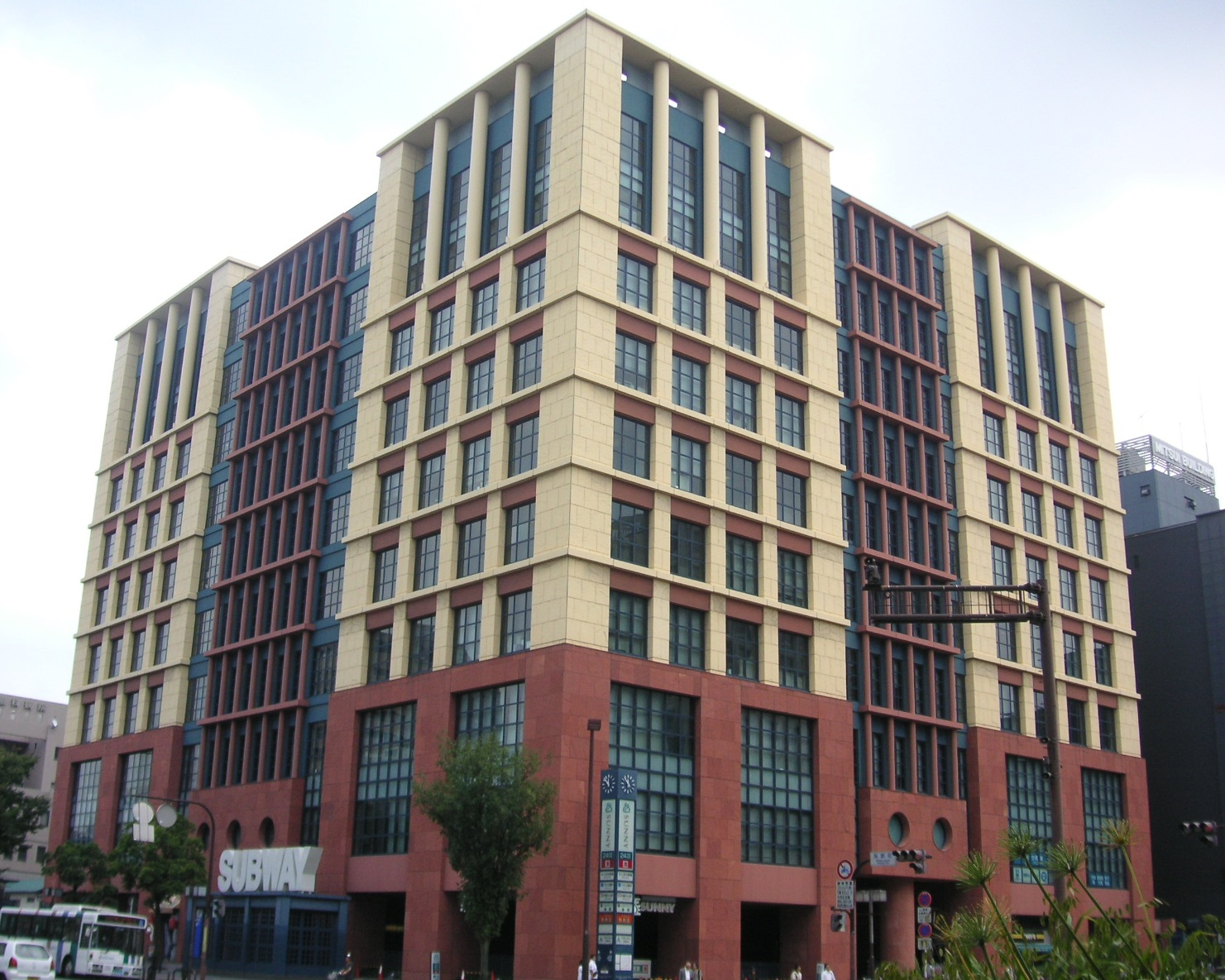
呉服町ビジネスセンター

### 公共・公益施設
- 福岡市大浜公民館[注釈 4]（写真）
- 大浜公園[注釈 5]（写真）
- 浜口公園[注釈 6]（写真）

### 業務施設
- 呉服町ビジネスセンタービル（旧・エレデ博多寿屋） - 1953年（昭和28年）、この地にデパート博多大丸が開業した[13]が、1975年（昭和50年）に天神へ移転[14]、跡には1982年（昭和57年）にエレデ博多寿屋が入居したが、1999年（平成11年）に老朽化による再開発のため閉店、呉服町ビジネスセンタービルに建て替えられた。地階にスーパーマーケットサニー呉服町店が入る[注釈 7]。
- しんわ本社
- クレディセイフ企業情報本社
- 田辺製薬株式会社 九州支店

### 教育施設
- 福岡市立特別支援学校「博多高等学園」[注釈 8]（写真）

以前は、上呉服町の地域に御供所小学校、中呉服町・下呉服町に大浜小学校があったが、児童数の減少により、冷泉・奈良屋と共に4小学校が合併して、2001年（平成13年）に旧奈良屋小学校の場所に福岡市立博多小学校として統合された。また中学校は、旧博多第一中学校（旧御供所小・旧大浜小）があったが、こちらも児童数の減少により、1983年（昭和58年）に旧博多第二中学校（旧冷泉小・旧奈良屋小）と合併して、旧博多第二中学校の位置に福岡市立博多中学校として統合された。よって、現在は全域が福岡市立博多小学校および福岡市立博多中学校の校区となっており、町内に小学校・中学校はない。

## 名所・旧跡
- 聖福寺西門
- 西教寺
- 妙典寺
- 善導寺
- 本長寺
- 萬四郎神社[注釈 9]（写真）
- 下竪恵比須神社および地蔵大菩薩[注釈 10]（写真）
- 大博劇場跡 - 1920年（大正9年）、現在の上呉服町に開業、九州最大の劇場と言われた。1922年（大正11年）11月に雑誌「改造」の企画で日本に招待されたアルベルト・アインシュタインが12月に来福、12月24日に大博劇場で講演を行った[20]。戦後は九州随一の劇場となり、歌舞伎・宝塚歌劇・商業演劇の興行が行われ、“九州の歌舞伎座”と呼ばれた。1972年（昭和47年）3月20日をもって閉館。跡地にはマンション「コアマンションルネス呉服町」が建っている[21]。

## 交通

### 道路
主な幹線道路は次の通り。

#### 都市高速道路

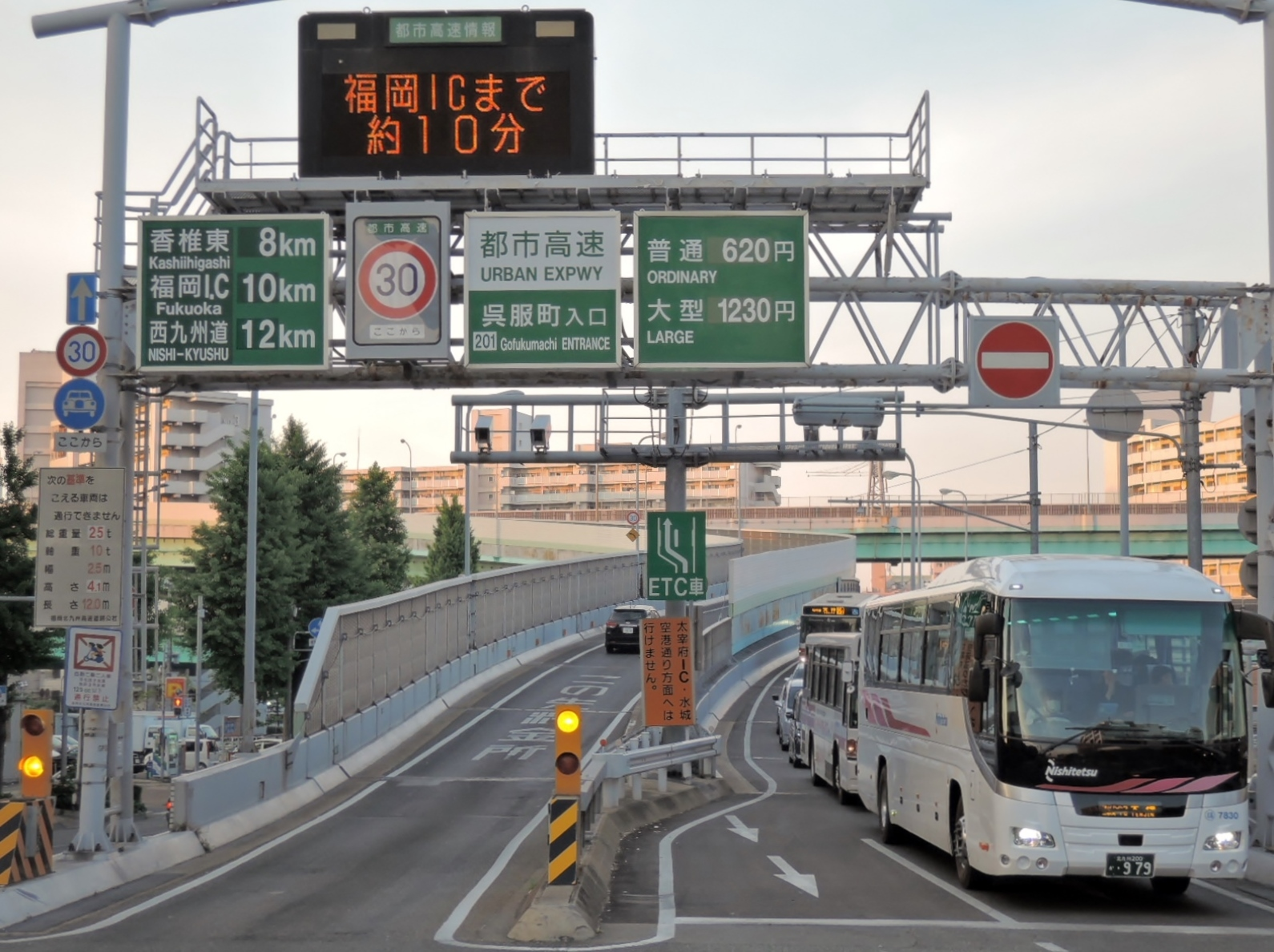
福岡高速道路環状線呉服町出入口。天神方面より香椎方面を撮影。左は香椎方面、また天神、百道方面へ向かう入口。右は百道、天神方面、また香椎方面からの出口。

都市高速道路としては福岡高速環状線が町域の北東側に通っており、町内に次の出入口がある。
- 呉服町出入口（所在地：呉服町、行先：香椎・天神方面、施設：料金所・ランプ）

#### 県道
- 福岡県道43号博多停車場線および福岡県道44号博多港線（大博通り、写真1、写真2、写真3）

#### 市道
- 福岡市道千代今宿線（明治通り、写真）
- 福岡市道博多姪浜線（昭和通り、写真1、写真2、写真3）
- 大浜通り[注釈 11]

### 鉄道

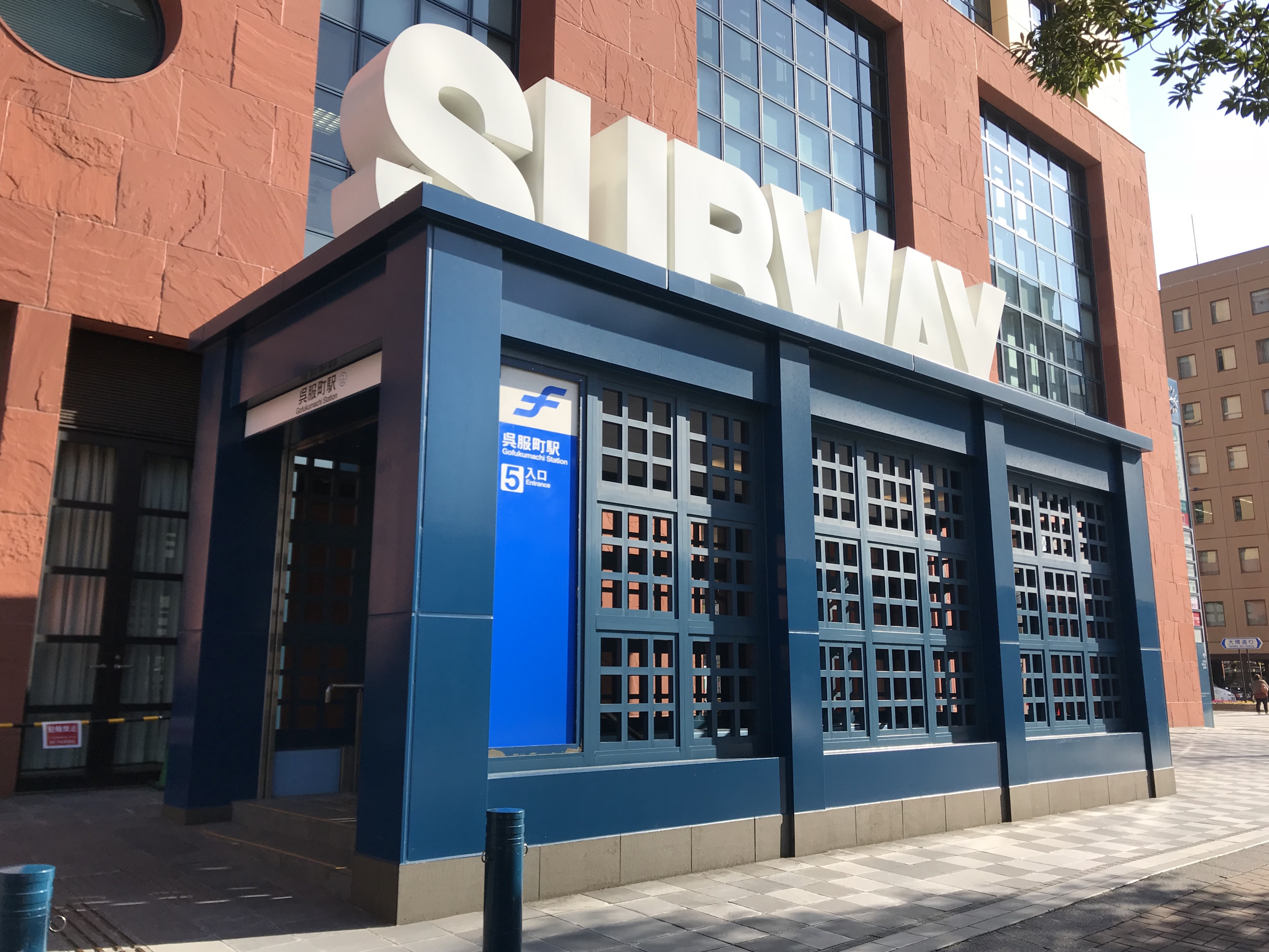
福岡市地下鉄箱崎線呉服町駅5番出入口。後ろは呉服町ビジネスセンタービル。

鉄道については、福岡市交通局が運営する地下鉄が上呉服町と中呉服町の間に通っており、次の駅がある。
- 福岡市地下鉄箱崎線呉服町駅

### バス
バスについては、複数の会社が運営する路線がある。

西日本鉄道株式会社が運営する西鉄バスの停留所は次の通り。
- 呉服町
- 呉服町大島眼科
- 蓮池

昭和自動車株式会社が運営する路線（通称：「昭和バス」）の停留所は次の通り。
- 呉服町（糸島方面行き）

JR九州バス株式会社が運営する路線の停留所は次の通り。
- 呉服町